# 貝瑞塔8000半自動手槍
貝瑞塔8000“美洲獅”（英語：Beretta 8000 Cougar）是一系列由意大利槍械製造商貝瑞塔所研製及生產的半自動手槍。
貝瑞塔8000系列手槍在1994年首次在市場上推出，作為全尺寸的貝瑞塔92軍用手槍和緊湊型手槍之間的選擇，以提供一款在隱蔽性、便攜性、精度和火力之間作出妥協的武器。
它最初研製的時候是發射在當時最新型的.40 S&W手枪口徑子彈。後來還生產了其他口徑版本，例如9×19毫米、.357 SIG和.45 ACP。這些手槍可以隨身携帶，又便于隱藏，都適合給執法機關和民間自衛的用途。

## 概述

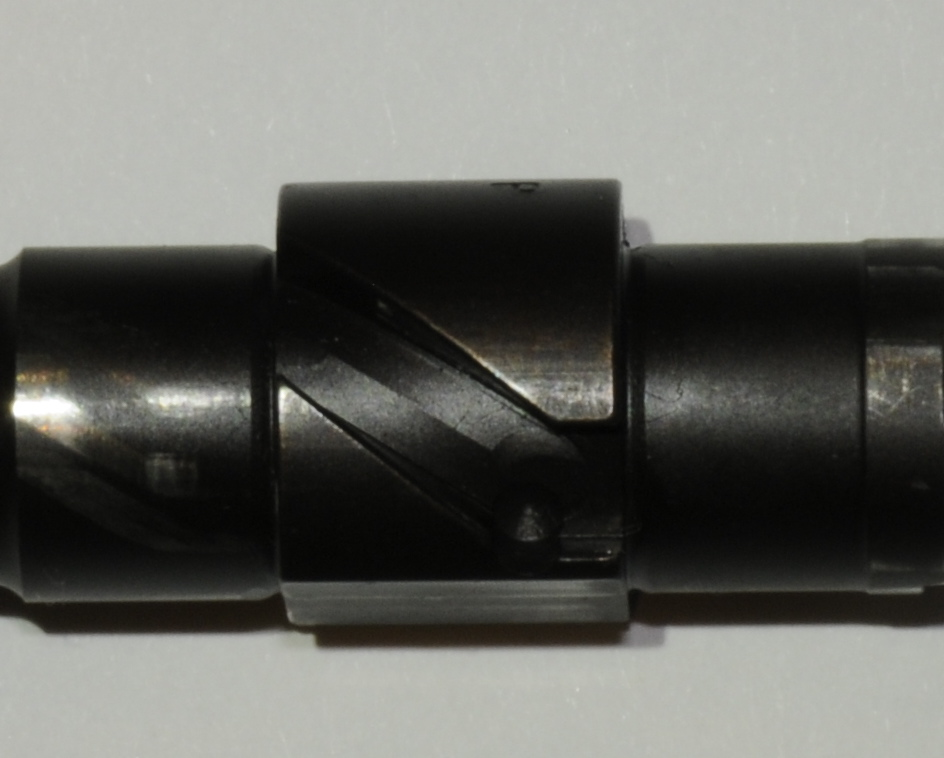
槍管偏轉式閉鎖系統的導槽。

貝瑞塔8000系列手槍是一枝槍管短行程後座作用和後膛裝填操作式半自動手槍。這種手槍使用了一種相對地罕見的槍管偏轉式閉鎖系統，槍管會在套筒後座時緊隨著導槽旋轉以使槍管本身開鎖。槍管會因為安裝在其底部的復進簧導桿上的一個銷子裝置和在鋼製底把內的凹式導槽控制它而旋轉。
同一間公司一如過去的貝瑞塔92使用開放式套筒而暴露了頂部的一部分槍管的表面的傳統設計，有易於腐蝕和強度的問題，即使是耐久性較高的Brigadier套筒的閉鎖系統的強度亦有限，也不宜於發射威力較大的彈藥，因此使得貝瑞塔92FS無法推出.357 SIG和.45 ACP口徑版本；而閉鎖卡鐵在槍管下方的大型空間，使得設計緊湊型手槍時容易出現動作不穩定的現象，導致貝瑞塔92幾乎不可能改進成為一把緊湊型手槍。而貝瑞塔8000系列手槍則因為使用封閉頂部的套筒及槍管偏轉式閉鎖系統而沒有這些問題。不過，貝瑞塔92手槍的握把、套筒上的手動保險和具有防滑手指凹槽的大型扳機護環設計都被保留下來。
其槍枝底把是由輕質的鋁合金所製造。美洲豹手槍的基本型號是F型，具有雙動操作扳機、外置式擊錘、位於套筒而且兩手皆可靈巧操作的安全／待擊解脫桿。另一種型號就是D型，具有純雙動操作扳機，因而配備內置式擊錘和沒有安全／待擊解脫桿。
美洲獅手槍的9×19毫米、9×21毫米IMI、.40 S&W和.357 SIG口徑型號皆使用雙排彈匣，而.45 ACP口徑型號的衍生型則使用單排彈匣。但美洲豹手槍的缺點是握把的傾斜角小這個人體工程學的問題而不利于瞄準。
貝瑞塔8000系列手槍後來被同一間公司所利用其設計的最新型號貝瑞塔Px4 Storm半自動手槍所取代。以後由貝瑞塔的一間子公司，斯托戈工業公司接手了營銷及分銷美洲獅手槍的工作。

## 衍生型

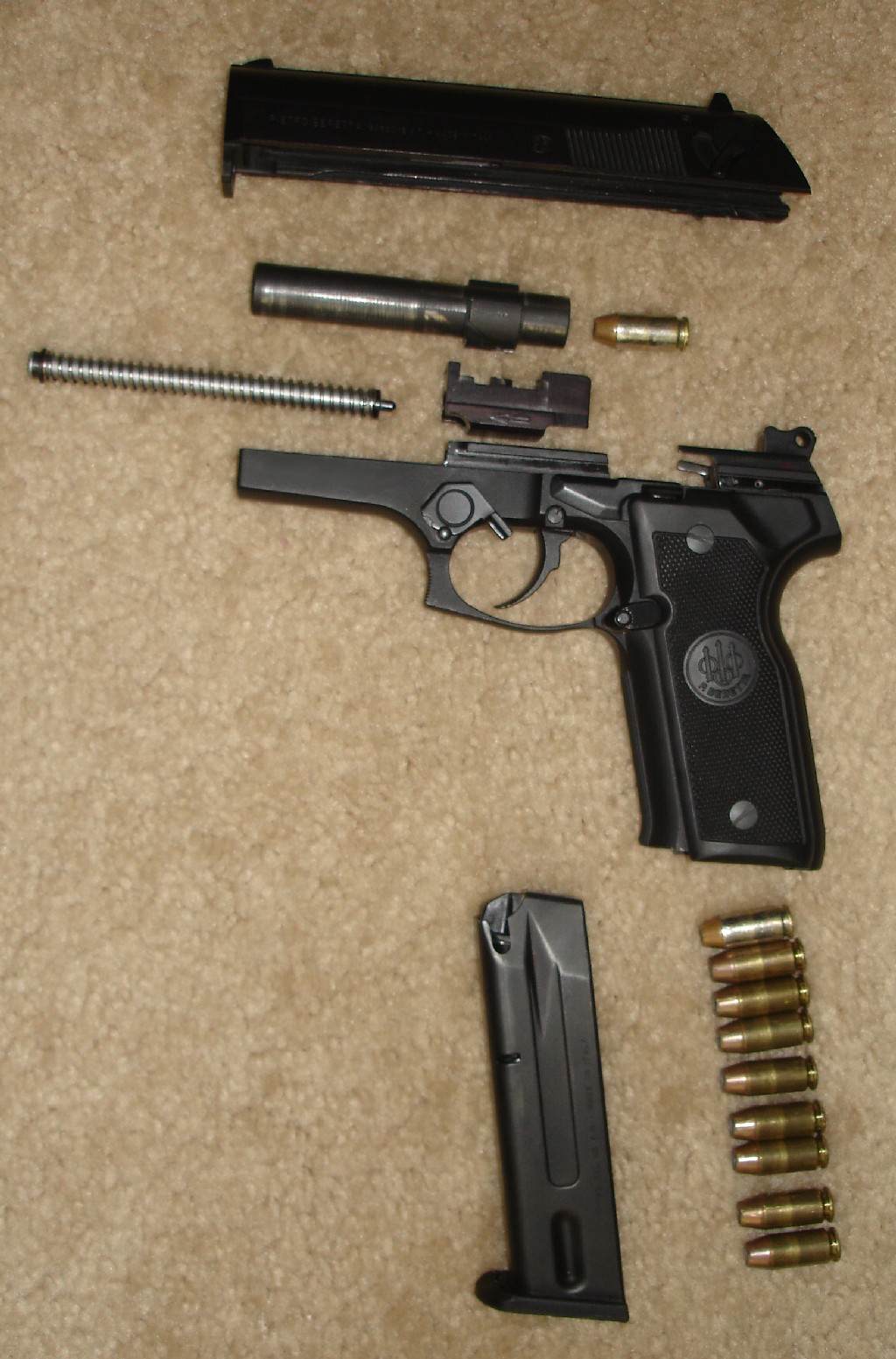
貝瑞塔8040美洲獅手槍的不完全分解圖。

貝瑞塔8000系列手槍提供了多種口徑和“F型”、“D型”或“G型”任何一種的型號。

### 口徑
- 8000：9×19毫米，彈匣的容量是15發
- 8000F：.41 AE（英语：.41 Action Express）[2]
- 8000L：9×19毫米，重量更輕巧和更緊湊，彈匣的容量是13發
- 8000L P型：9×19毫米，重量更輕巧和更緊湊，彈匣的容量是15發
- 8357：.357 SIG，彈匣的容量是11發
- 8040：.40 S&W，彈匣的容量是11發
- 8045：.45 ACP，彈匣的容量是8發

在歐洲銷售的貝瑞塔8000還推出了.41 AE（英語：.41 Action Express）和9×21毫米IMI口徑的型號。

### 型號

#### F型型號
F型型號是貝瑞塔8000系列的基本型號，具有雙動操作扳機、外置的擊錘、位於套筒而且兩手皆可靈巧操作的手動保險／待擊解脫桿。

#### D型型號
D型型號是貝瑞塔8000系列的純雙動操作扳機（英語：Double action only，簡稱：DAO）型號，因而配備內置式擊錘和無手動保險／待擊解脫桿。

#### G型型號
G型型號是貝瑞塔8000系列的雙／單動操作扳機（英語：Double-action/Single-action，簡稱：DA／SA）型號，具有位於套筒而且兩手皆可靈巧操作的待擊解脫桿，也就是這結構並沒有手動保險裝置。

#### 迷你美洲獅
8000、8040和8045都有推出迷你版衍生型，各種型號的握把都比全尺寸型縮短25毫米（0.98英吋），因此重量亦比全尺寸型輕140克（4.94盎司）。套筒和槍管的長度與全尺寸型手槍是相同的。這種衍生型只有“F型”和“D型”這兩種的型號可選。

### Inox
有些型號有其Inox版本，裝有不銹鋼製造的套筒、槍管和其他組成的零部件。

### 8045美洲獅
貝瑞塔8045美洲獅手槍是在1998年至2004年期間生產，只有“F型”和“D型”這兩種的型號可選。而貝瑞塔迷你8045美洲獅手槍亦只生產了這兩種的型號。原廠並沒有生產8045美洲獅手槍的“G型”型號。

### 8045貓科包裝
1999年，貝瑞塔美國分公司生產和推出2000 把連特別版工具包的8045F美洲獅手槍。連同一把基本的8045F美洲獅手槍的是一個特別版本的盒子、胸針和鑲嵌著美洲獅紀念章和木炭層壓板式握把側板所組件的大型工具包。雖然出售了數盒，但出售的數量是未經證實的。初步預計，整個包裝生產了約2,000 盒，相信總銷售數量比產量少得多。這些作為一個包裝出售的8045F美洲獅手槍因為不明的理由而並沒有具體的產品生產序列號。而通常貓科包裝的美洲豹手槍的日期代碼是BM，意思就是1999年生產。8045貓科包裝手槍是紀錄在貝瑞塔美國分公司的目錄裡，但就算所有工具包都有這樣的代碼，在整體而言還是不大清晰，這是因為有些人將其分開出售（這還未包括手槍）。手槍是8045F型，是一把雙／單動操作扳機的手槍。標準白點機械瞄具和原廠製造的黑色塑料握把側板是其標準配備，還有由盒子、木製握把側板和胸針所組成的“Pak”包裝。這種型號正變得越來越罕見，價值估計在﹩650—800範圍以內，視乎一些條件而定。

### 8045 LAPD
貝瑞塔美國分公司亦曾經為洛杉磯警察局生產8045F。洛杉磯警察局提出了採用這種手枪的一個要求就是使用一根102毫米（4.02英吋）的槍管。這種較長的槍管生產數量有限，以滿足洛杉磯警察局方面的需要。有些槍管被運到洛杉磯警察局作為後備零部件，有些則直接在原廠製造手槍時組裝。然而，BUSA曾經在一段很短暫的時間向軍事或執法人員（英語：Law enforcement officer，簡稱：LEO）以﹩198／根出售提供這種槍管。這些手槍之中，有一些被利用不同的機構轉換為G型型號（即是只有待擊解脫功能），但貝瑞塔美國分公司方面亦沒有提供這些的型號。

## 斯托戈工業美洲獅
貝瑞塔的一間子公司，斯托戈工業公司已經接手了營銷及分銷美洲獅手槍的工作。每枝槍都是在貝瑞塔的土耳其工廠中製造。目前Stoeger生產了全尺寸型9×19毫米、.40 S&W和.45 ACP口徑的美洲豹手槍和最近才新增而只有9×19毫米口徑的緊湊型迷你美洲豹手槍。緊湊型迷你美洲豹手槍亦配備其容量減少的13發可拆卸式彈匣，而其建議售價亦比全尺寸型少$50。

## 使用國
- [4]
- 義大利
- ：自2007年以來成為數間私人保安公司的制式手槍[5]。
- 墨西哥
- 斯洛維尼亞
- 美国
  - 联邦調查局
  - 部份地方警察單位

## 流行文化

### 電影
- 1996年—：型號為貝瑞塔8045 F型，由不可能任務情報局隊員伊森·韓特（Ethan Hunt，飾演）所使用。
- 2004年—：型號為貝瑞塔8000 F型，由阿舍·塔洛斯（Asher Talos，卡勒姆·基思·雷尼飾演）與幽靈刺客決戰時所使用。
- 2011年—：型號為貝瑞塔8000 F型，由薩賓·莫羅的保鏢所使用，後被威廉·布蘭解體。

### 動畫
- 2002年—《攻殼機動隊 STAND ALONE COMPLEX》：第17話由年長的劫匪於襲擊倫敦葡萄酒基金會時所使用。

### 电子游戏
- 《刺客任務》系列的《暗殺世界》系列三部曲：
  - 2016年—《2016》：型號為貝瑞塔8000 F型與其Inox型，命名為“Bartoli 75R”及“Bartoli 75S”，同為12發彈匣。
  - 2018年—《2》：型號為貝瑞塔8000 F型與其Inox型，命名為“Bartoli 75R”及“Bartoli 75S”，同為12發彈匣；解鎖衍生型為「粗糙紅寶石」（Helen West私有）。
  - 2021年—《3》：型號為貝瑞塔8000 F型與其Inox型，命名為“Bartoli 75R”及“Bartoli 75S”，同為12發彈匣；解鎖衍生型為「粗糙紅寶石」（Helen West私有型）、「ICA DTI Stealth」（裝上消聲器型）和「ICA19 Iceballer」（冰槍身消聲型）。
- 2016年—：型號為貝瑞塔8000 F型和貝瑞塔8000 F Inox型：
  - 貝瑞塔8000 F型裝上胡桃木握把片，由奈森的哥哥山姆‧德瑞克（Sam Drake）所使用，命名為“宙斯盾9毫米手槍”。
  - 貝瑞塔8000 F Inox型由主角奈森‧德瑞克（Nathan Drake）所使用。

## 資料來源
1. ↑  .   [2010-11-02]. （原始内容存档于2010-08-19）.
2. ↑  Ian V. Hogg. . Krause Publications. 2004: 40. ISBN 0-87349-460-1.
3. ↑  .   [2010-11-02]. （原始内容存档于2010-10-09）.
4. ↑  http://www.bdmilitary.com/index.php?option=com_content&view=article&id=71&Itemid=95%5B%5D
5. ↑  註冊號：3.1/002 制式手槍 貝瑞塔美洲獅 8040／8000（“Регистрационный номер: 3.1/002 Пистолет служебный BERETTA COUGAR 8000/8040”）
2006年12月28日哈薩克斯坦共和國政府第1305號法令「關於於2007年批准使用其他國家的民用及軍用武器和彈藥存貨」（Постановление Правительства Республики Казахстан № 1305 от 28 декабря 2006 года "Об утверждении Государственного кадастра гражданского и служебного оружия и патронов к нему на 2007 год"）

## 外部連結
- （英文）—Stoeger Cougar official website—Stoeger Cougar
- （英文）—Modern Firearms—Beretta Cougar mod.8000/8040/8045 pistol （页面存档备份，存于）
- （英文）—Weapon.ge—
  - Beretta 8000 Cougar （页面存档备份，存于）
  - Beretta 8000 Mini Cougar （页面存档备份，存于）
- （英文）—Beretta Web—Beretta Model 8000 （页面存档备份，存于）
- （英文）—Beretta mod. 8000 Owner's Manuals （页面存档备份，存于）
- （英文）—Ozark Guns—Beretta Cougar（页面存档备份，存于）
- （英文）—The Truth About Guns.com—Gun Review: Stoeger Cougar .45 ACP （页面存档备份，存于）
- （英文）—Guns & Ammo.com—Stoeger Cougar .45 ACP Review
- （英文）—Handguns Magazine.com—
  - Return Of The Stoeger Cougar Pistol （页面存档备份，存于）
  - One Cool Cat （页面存档备份，存于）
  - Top 5 Bargain 9mm Handguns （页面存档备份，存于）
  - Return Of The Cougar （页面存档备份，存于）
  - 2006 Editor’s Roundtable, Day One: Benelli, ATK/Federal, Rock River Arms, Insight Technology, Inc.
  - New Handguns for 2011 （页面存档备份，存于）
  - Review: Stoeger Cougar Compact
- （英文）—Shooting Times.com—
  - 2006 Editor’s Roundtable, Day One: Benelli, ATK/Federal, Rock River Arms, Insight Technology, Inc.
  - New Handguns 2010 （页面存档备份，存于）
- （英文）—Tactical Life.com—
  - Stoeger Cougar .40 （页面存档备份，存于）
  - Stoeger Cougar .45 ACP （页面存档备份，存于）
  - Stoeger Cougar Pistol now available in .45 ACP （页面存档备份，存于）
  - Stoeger Cougar 8045 .45 ACP, New Finishes （页面存档备份，存于）
- （英文）—Personal Defense World.com—
  - 40 Autopistols From CONCEALED CARRY HANDGUNS 2016
  - Cool Cat: The Stoeger Cougar Compact 9mm Pistol （页面存档备份，存于）
- （英文）—YouTube上的beretta cougar
- （英文）—YouTube上的Stoeger Cougar 8000 Handgun
- （英文）—The Beretta Cougar 8000 （页面存档备份，存于）
- （俄文）—Энциклопедия Вооружений－Beretta Cougar 8000 （页面存档备份，存于）
- （简体中文）—槍炮世界—伯萊塔8000「美洲獅」手槍 （页面存档备份，存于）
- （繁體中文）—Civilian Gunner—Beretta M8000 （页面存档备份，存于）